# Little Spain
Little Spain (englisch für Kleinspanien) war im 20. Jahrhundert ein Stadtviertel im Stadtteil Manhattan in New York City, in dem hauptsächlich spanische Einwanderer lebten.

## Geschichte
"Little Spain" befand sich auf der 14th Street, zwischen der Seventh und der Eighth Avenue. Die Church of Our Lady of Guadelupe (No. 299) wurde 1902 gegründet, als Spanier begannen, sich in dieser Gegend niederzulassen. 2010 wurde die Dokumentation Little Spain, von Artur Balder gedreht. Diese beschäftigte sich mit der Präsenz von Spaniern in Manhattan. Hier wurde die Geschichte von Little Spain in New York City im 20. Jahrhundert beleuchtet.
Wichtige Ausdrücke spanischen Lebens waren die Restaurants La Bilbaína, Trocadero Valencia, Bar Coruña, Little Spain Bar, Café Madrid, Mesón Flamenco oder El Faro Restaurant, gegründet 1927, und heute noch in Betrieb auf der 823 Greenwich St. The Iberia war ein berühmtes spanisches Bekleidungsgeschäft.
Herz der spanisch-amerikanischen Gemeinschaft war die Spanish Benevolent Society und die römisch-katholische Church of Our Lady of Guadalupe.
Ähnlich wie andere ethnisch dominierte Stadtteile Manhattans, wie etwa Little Italy, hatte Little Spain ein eigenes Fest, das Fest von Jakobus dem Älteren. Es fand bis Mitte der 1990er Jahre im Juni statt.